# Томіта Сена
Сена Томіта (5 жовтня 1999 , Мьоко, Префектура Ніїґата ) — японська сноубордистка, що спеціалізується в хафпайпі, бронзова призерка Олімпійських ігор 2022 року. 

## Олімпійські ігри
| Рік  | Місто                     | Хафпайп |
| ---- | ------------------------- | ------- |
| 2018 | Пхьончхан, Південна Корея | 8       |
| 2022 | Пекін, Китай              | 3       |

## Чемпіонат світу
| Рік  | Місто      | Хафпайп |
| ---- | ---------- | ------- |
| 2021 | Аспен, США | 4       |